# Антипов, Арсений Севастьянович
Арсений Севастьянович Антипов — советский хозяйственный и политический деятель.

## Биография
Родился в 1907 году в деревне Бородино. Член КПСС с 1939 года.
Окончил Ленинградский политехнический техникум, Ленинградский политехнический институт, ВПШ при ЦК КПСС.
В 1923—1933 гг. — участник строительства Волховской ГЭС, рабочий артели «Трудовой студент», секретарь комсомола Ленинградского политехнического техникума.
В 1933—1935 гг. — помощник директора зерносовхоза по комсомолу на станции Сабутак современной Оренбургской области.
В 1935—1938 гг. — научный сотрудник НИИ водного хозяйства
В 1938—1941 гг. — прораб на строительстве Угличской ГЭС.
В 1941—1945 гг. — начальник сооружений Нижнетагильского коксохимического завода, секретарь парткома первого района строительства Волгостроя в Нижнем Тагиле.
В 1945—1951 гг. — первый секретарь Тагилстроевского райкома ВКП(б) города Нижнего Тагила, второй секретарь Нижнетагильского горкома ВКП(б).
В 1951—1957 гг. — второй секретарь Иркутского горкома КПСС.
В 1957—1964 гг. — первый секретарь Ангарского горкома КПСС
В 1964—1967 гг. — секретарь парткома Ангарского управления строительства.
Делегат XXII съезда КПСС.
Умер в 1982 году в Ангарске.

## Награды
- Орден Октябрьской Революции
- Орден Трудового Красного Знамени (дважды)
- Орден Красной Звезды
- Орден Знак Почёта